# Bella solitaria
Bella solitaria (en hangul, 이웃집 꽃미남; romanización revisada, Iotjib kkotminam), conocida también como Flower Boys Next Door, es una serie de televisión surcoreana de comedia romántica trasmitida en 2013 basada en el webtoon de Yoo Hyun Sook «I Steal Peeks At Him Every Day» (나는 매일 그를 훔쳐본다), que cuenta la historia de una joven que vive sola en un apartamento, sin contacto con el mundo exterior, que de a poco comienza a salir tras la llegada de sus nuevos vecinos, en una historia considerada como Rapunzel moderna.
Es protagonizada por Park Shin Hye anteriormente recordada por su papel en Heartstrings y Yoon Shi Yoon en Pan, amor y sueños. Fue transmitida en su país de origen por la cadena de cable TVN, desde el 7 de enero hasta el 25 de febrero de 2013, con una longitud de 16 episodios emitidos las noches de cada lunes y martes a las 23:00 (KST).

## Argumento
Go Dok Mi (en coreano, literalmente, Belleza solitaria) es una editora de libros, bastante tímida, se niega a abandonar su apartamento o interactuar con la gente de su alrededor lo mayor posible. Cada día, ella recibe de forma anónima una caja de leche con un Post-it pegado, el que sigue una historia uno tras otro. Todos los días, usando un par de binoculares de color amarillo ella mira a su vecino de enfrente, Han Tae Joon. La última vez que estuvo fuera, fue en un parque en un día de otoño, se había enamorado de Tae Joon, a primera vista, lo continuo mirando y se dio cuenta de que adoptó un perro. Cuando miró por la ventana y vio que el vivía en el apartamento de al frente, ella lo asocio al destino.
En el mismo edificio vive el artista de Webtoon, Oh Jin Rak. Él y su socio Oh Dong Hoon acaban de terminar su último webtoon Zombie Soccer, pero no fue aceptado porque supuestamente fue plagiado de un videojuego creado por Enrique Geum, tras este incidente Jin Rak lanza una nueva historia para convencer a su editora Kim Seul Gi, esta trata acerca de la vida cotidiana de una chica atrapada en su apartamento, y cómo su vecino de al lado le muestra el mundo.
Enrique Geum llega a Seúl desde España, a pesar de que está enamorado de su mejor amiga Yoon Seo Young, ella está enamorada de su primo mayor Han Tae Joon, así que él tiene la intención de jugar como cupido para los dos. Cuando Enrique llega para quedarse en el apartamento de Tae Joon, pilla a Dok Mi mientras lo observa. Ese mismo día, un nuevo vecino japonés Watanabe Ryu se cambia al apartamento al otro lado de Dok Mi (Jin Rak vive al lado). Luego de la llegada de todos ellos, el mundo solitario y ordenado de Dok Mi se pone patas arriba.

## Reparto

### Personajes principales
- Park Shin Hye como Go Dok Mi: Es la protagonista de la historia, es una editora de libros, que sufrió acoso escolar durante la secundaria, debido a los celos de sus compañeras por su cercanía con un profesor y quedó con secuelas permanentes encerrada en un apartamento sin contacto con sus vecinos, trabajando como editora de libros en línea.
- Yoon Shi Yoon como Enrique Geum: Es el vecino de enfrente, tiene la doble nacionalidad coreana-española, es un genio de los videojuegos y es bastante conocido, particularmente gusta de vestir un gorro con forma de panda.
- Kim Ji Hoon como Oh Jin Rak: Un artista de webtoon, él es atractivo a pesar de su personalidad difícil y testarudo, está enamorado de Dok Mi.

### Personajes secundarios
- Go Kyung Pyo como Oh Dong Hoon: Es compañero de cuarto de Jin Rak y socio dibujante suyo: conocido por el barrio por su aspecto elegante y artimañas, suele trabajar como conductor designado para ganar dinero, aunque nadie lo sabe.
- Park Soo Jin como Cha Do Hwi: Es una empresaria que dirige un centro comercial, proyecta una imagen elegante, de trato fácil, pero su amabilidad no se extiende a Dok Mi a quien intimidó en la escuela secundaria. Ella se enamora de Jin Rak y trata de ganar su corazón.
- Kim Yoon Hye como Yoon Seo Young: Es la mejor amiga de Enrique y su primer amor.
- Kim Jeongsan como Han Tae Joon: Es el primo mayor de Enrique. Él tiene una relación complicada con Seo Young, y es vigilado a diario por Dok Mi, hasta que Enrique llega y se da cuenta de esto.
- Mizuta Kouki como Watanabe Ryu: Es el nuevo vecino japonés que llegó a Corea para aprender acerca de la cocina local.
- Kim Seul-gi como Kim Seul Gi: Es editora de webtoons y directora adjunto del equipo de Desarrollo de Contenidos, duerme 4 horas al día y se caracteriza por tener ojeras y por ser bastante agresiva.
- Lee Jong-hyuk como Gurú de Hongdae (cameo, ep 1).
- Park Se-young como una artista similar a Dok Mi.

## Audiencia
| Ep. # | Fecha de emisión      | Título                                                                      | Audiencia (Nacional)    |
| ----- | --------------------- | --------------------------------------------------------------------------- | ----------------------- |
| 1     | 7 de enero de 2013    | Me asomo todos los días para verlo                                          | 0.552 % (tvN solamente) |
| 2     | 8 de enero de 2013    | ¡Sólo déjame en paz! ¡¡Por favor!!                                          | 0.841 % (tvN solamente) |
| 3     | 14 de enero de 2013   | El primer amor duele y amor no correspondido es triste                      | 1.228 % (tvN + Onstyle) |
| 4     | 15 de enero de 2013   | No existen las mentiras amables o mentiras piadosas                         | 1.504 % (tvN + Onstyle) |
| 5     | 21 de enero de 2013   | Invento miles de excusas solamente para encontrarme contigo por casualidad  | 1.309 % (tvN + OnStyle) |
| 6     | 22 de enero de 2013   | La conexión entre un encuentro destinado y una mala relación                | 1.690 % (tvN + OnStyle) |
| 7     | 28 de enero de 2013   | Malentendido entre orgullo y prejuicio                                      | 1.445 % (tvN + OnStyle) |
| 8     | 29 de enero de 2013   | Hay un túnel peligroso esperando delante de ti                              | 1.409 % (tvN + OnStyle) |
| 9     | 4 de febrero de 2013  | Te amo tanto como te conozco, Te conozco tanto como te amo                  | 1.003 % (tvN + OnStyle) |
| 10    | 5 de febrero de 2013  | Si conoces a tu enemigo, mira las cosas desde su punto de vista, no el tuyo | 1.390 % (tvN + OnStyle) |
| 11    | 11 de febrero de 2013 | ¿Puedo volver a ser el antiguo yo?                                          | 1.356 % (tvN solamente) |
| 12    | 12 de febrero de 2013 | El viento está soplando. Me gustas                                          | 1.470 % (tvN solamente) |
| 13    | 18 de febrero de 2013 | ¿Es para soñar un nuevo sueño?                                              | 1.302 % (tvN solamente) |
| 14    | 19 de febrero de 2013 | El amor es para ver los diferentes mapas en momentos                        | 1.121 % (tvN solamente) |
| 15    | 25 de febrero de 2013 | El amor a veces busca un camino más                                         | 1.190 % (tvN solamente) |
| 16    | 26 de febrero de 2013 | Ama a tu vecino                                                             | 1.409 % (tvN solamente) |

En rojo la audiencia más alta y en azul la más baja registrada.

## Banda sonora
1. Flower Boys Next Door (Cabecera) - 이크거북
2. Ready-Merry-Go! - Romantic Punch
3. Talkin' Bout Love - J Rabbit
4. I Wish It Was You - Lee Jung
5. Pitch Black -	Park Shin Hye
6. I Want to Date You - Yoon Shi Yoon
7. Memories of That Day - 이크거북
8. I Wake Up Because of You - Kim Seul Gie con Go Kyung Pyo
9. Look at Me - Son Hoyoung
10. Pitch Black (Versión Acústica) - Park Shin Hye
11. I Wish It Was You (Inst.)
12. Talkin' Bout Love (Inst.)
13. I Want to Date You (Inst.)
14. I Wake Up Because of You (Inst.)
15. Ready-Merry-Go! (Inst.)
16. About Her (That Woman's Story Theme) - 이크거북

## Emisión internacional
- Birmania: SKYNET Drama (2014).
- Bolivia: Red UNO.
- Chile: Vía X (2014) y ETC (2022).
- Colombia: Señal Colombia (2023).
- Ecuador: Ecuador TV.
- Estados Unidos: Pasiones TV.
- Hong Kong: TVB.
- Indonesia: Rajawali Televisi.
- Japón: TBS TV (2013).
- Malasia: 8TV (2014).
- Panamá: SERTV.
- Perú: Panamericana TV (2014) y Willax Televisión (2020 y 2021).
- Singapur: Channel U (2013-2014).
- Tailandia: Channel M.
- Taiwán: Channel M (2013).
- Venezuela: Televen (2023).